# Robotracer
Robotracer  es una categoría de competición robótica. También se le llaman “Robotracers” a los robots que participan en la categoría “Robotracer”. Un Robotracer (robot), es un vehículo autónomo en pequeña escala, cuyo objetivo es recorrer un escenario establecido bajo reglas estandarizadas, en el menor tiempo posible. Para cumplir este objetivo, el Robotracer (robot), tiene tres oportunidades para recorrer el escenario, donde se suele utilizar la primera chance para adquirir la mayor información posible del escenario, y de esta forma en las dos oportunidades posteriores, optimizar el recorrido del Robotracer, y disminuir el tiempo en que completa el objetivo.

### Historia
La primera competencia Robotracer se realizó en Japón en el año 1986, en un torneo llamado "All Japan Micromouse Contest", organizada por la New Technology Foundation. Esta competencia contó con apenas 13 robots, de los cuales solo 8 completaron el circuito. La repetición de esta competencia año tras año, generó que un grupo aficionado a estas competencias, desarrollara cada vez más y mejores robots para esta categoría. Esta competencia se sigue realizando hasta el día de hoy, teniendo el año 2017 el récord de participación en esta categoría, con más de 170 robots inscritos.
 La popularización de esta categoría provocó que competencias "derivadas" de esta original, se masificaran, llegando al resto del mundo como "Competencias de Line Follower, o Seguidores de Línea". Que es una simplificación de la categoría original. En los últimos años, en América Latina, algunas competencias de este tipo se han rebautizado como "NatCar".
Desde el año 2016, se han establecido nexos de cooperación entre la NTF, entidad organizadora de la All Japan Micromouse Contest, y Chile, para realizar en Sudamérica una competencia paralela a la All Japan Micromouse Contest, pero a nivel latinoamericano, con vinculación estratégica entre ambas, con el objetivo de homologar las reglas de la categoría Robotracer, y popularizar este tipo de competencias alrededor del mundo.

### Reglamentación
La categoría Robotracer se inicia por primera vez en Japón en el torneo de robótica “All Japan Micromouse Contest”, el año 1986, y fue en esta competencia donde se estableció la estandarización u homologación reglamentaria de esta categoría; por lo tanto, cuando se refiere a las reglas de la categoría, se hace referencia a las reglas establecidas por la NTF (New Technology Foundation) entidad organizadora de la competencia “All Japan Micromouse Contest”. Análogamente, se reconoce como “Robotracer”, todas aquellas competencias que cumplan con la reglamentación establecida por la New Technology Foundation.                           

### Competencias Robóticas que contienen la categoría Robotracer
Algunas de las competencias robóticas que tienen la categoría Robotracer son:

##### América
- All Chile Robot Contest[4] (Clasificación directa)
- Robot Games Zero Latitud[5]° - Ecuador
- Winter Challenge - RoboCore[6] - Brazil
- Runibot[7] - Colombia
- Ecibot - Colombia
- Torneo Internacional Meckbot - Perú
- Robogames[8] - Estados Unidos
- Competencia Robótica UTFSM[9] - Chile
- FIRVI - Final Nacional de robótica educativa y Videojuegos, Fundación Mustakis - Chile

##### Asia
- All Japan Micromouse Contest[10] - Japón
- Taiwan Micromouse and Intelligence Robot Contest[11] - Taiwan